# Господаренко, Александр Андреевич
Алекса́ндр Андре́евич Господа́ренко (укр. Олександр Андрійович Господаренко; 1917, с. Колесники, Полтавская губерния — 4 мая 1945, область Мериш-Острау, Протекторат Богемии и Моравии) — участник Великой Отечественной войны, полный кавалер ордена Славы.

## Биография
Родился в украинской крестьянской семье. Получив начальное образование, работал в колхозе.
С сентября 1943 г. — на фронтах в Великой Отечественной войны в рядах Красной Армии.
Будучи сержантом, командиром отделения сапёрного взвода 465-го стрелкового полка (167-я стрелковая дивизия, 40-я армия, 1-й Украинский фронт), в период с 14 по 29 января 1944 года в тылу противника в районе с. Шубины Ставы (Черкасская область) лично установил 105 противотанковых мин, уничтожил 3 гитлеровцев. При отражении контратаки у с. Тихоновка истребил 6 фашистов. 8 февраля 1944 награждён орденом Славы 3-й степени.
19—20 июля 1944 года у с. Глинная (Тернопольская область) разведал место переправы роты через водную преграду, разминировал дорогу и 4 дома в селе, а затем — 3 моста на р. Злота Липа (в 10 км от г. Бережаны). 12 августа 1944 года награждён орденом Славы 2-й степени.
В период с 9 сентября по 5 октября 1944 года вместе с подчинёнными, обеспечивая наступление стрелковых подразделений, проделал 7 проходов в минных полях, при этом обезвредил 174 мины. 9 сентября 1944 года под огнём противника с отделением в короткий срок построил наблюдательный пункт в районе нас. пункта Небещаны (в 6 км южнее города Санок, Польша). 24 марта 1945 года награждён орденом Славы 1-й степени.
Погиб 4 мая 1945 года на территории нынешней Чехии, в 10—15 км севернее города Острава.

## Награды
- Орден Славы 3-й (8.2.1944), 2-й (12.8.1944) и 1-й степеней (24.3.1945).